# Asylum (jeu vidéo)
Pour les articles homonymes, voir Asylum.
Asylum est un jeu vidéo d'horreur développé par Senscape, un développeur de jeux vidéo indépendant situé à Buenos Aires, en Argentine. Le jeu est écrit par Agustín Cordes, qui avait précédemment conçu le jeu Scratches pour l'ancien studio de développement Nucleosys. Se déroulant dans un asile fictif appelé Hanwell Mental Institute, les joueurs pourront explorer pleinement l'institut, qui est en partie basé sur des éléments de véritables asiles. Le jeu aura une « narration sinueuse » et des « révélations horribles », et un style d'horreur axé sur l'atmosphère, un peu comme Scratches.
Le jeu a été officiellement annoncé le 9 juillet 2010 après une précédente campagne de marketing viral qui impliquait une série de vidéos en ligne postées sur YouTube qui auraient été publiées par un détenu évadé appelé Leonard Huntings. Un faux site Web pour le Hanwell Mental Institute a également été créé. Les premières captures d'écran officielles ont été publiées le 12 août 2011.
Le 29 janvier 2013, Agustín Cordes a ouvert une campagne sur Kickstarter pour collecter US$100,666, qui seraient utilisés pour accélérer le développement du jeu. Le 28 février 2013, il a levé avec succès US$119,426, obtenant ainsi des fonds supplémentaires pour adapter le jeu sur iPad et Android.